# Guarda de caza

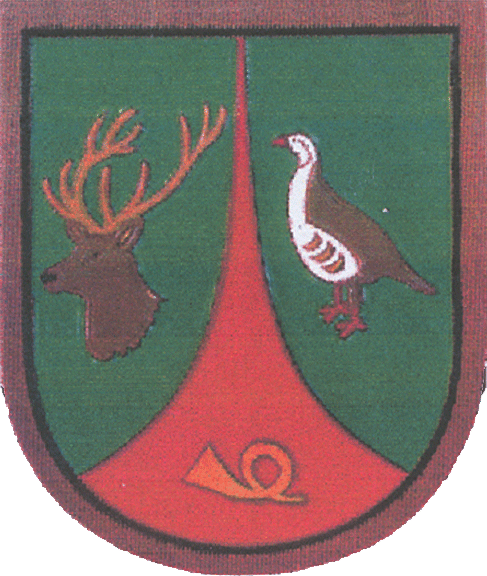
Emblema oficial del guarda de caza

El Guarda de Caza y pesca fluvial es el encargado en la gestión cinegética, control y vigilancia tanto en los cotos de caza, como en los cotos de pesca fluvial en España, es una especialidad habilitada del Guarda Rural y forma parte del sector de Seguridad Privada.

## Funciones
Sus funciones en los cotos de caza son:
- Control del furtivismo.
- Repoblaciones cinegéticas.
- Protección de la caza en época de veda frente a los cazadores.
- Sacrificio de animales y reses en caso de declaración oficial de epizootia.
- Control de predadores.
- Preparación de monterías y esperas nocturnas.
- Colocación de entablillado para funciones disuasorias.
- Prevenir e impedir cualquier tipo delito o infracción dentro del coto teniendo colaboración directa con las fuerzas y cuerpos de seguridad, en los casos previstos.

## Formación
Solamente los Guardas rurales, ya habilitados, podrán presentarse al examen de Guarda de caza que convoca periódicamente la Guardia Civil. Para ello, necesitan tener un curso específico de formación académica que consta de los siguientes temas:
- Ley de la pesca fluvial: Especies objeto de pesca. Dimensiones, períodos hábiles y artes. Prohibiciones. Artes de pesca prohibidos. Licencias y permisos. Delitos, faltas e infracciones administrativas. Denuncias y procedimiento sancionador.
- Ley y Reglamento de Caza: Finalidad. Acción de cazar y derecho a cazar. Régimen de los menores. Armas de caza: Licencias, tenencia, traslados, uso y régimen sancionador. Pieza de caza. Propiedad de las piezas.
- Terrenos cinegéticos. Clasificación. Terrenos cinegéticos de aprovechamiento común. Terrenos cinegéticos de régimen especial. Zonas de seguridad. Uso de armas en zonas de seguridad. Terrenos sometidos a régimen de caza controlada. Cotos de caza. Terrenos cercados. Señalizaciones, matrículas y registros. Granjas cinegéticas. Suelta de piezas de caza. Taxidermia.
- Veda y otras medidas protectoras. Caza tradicional. Batida de jabalíes. Caza mayor. Caza de perdiz con reclamo, palomas, patos y conejos de época de veda. Aves anilladas. Caza de animales peligrosos. Caza con fines comerciales. Protección de cultivos.
- Licencias de caza. Cuidados y policía de la caza. Limitaciones y previsiones dictadas en beneficio de la caza. Daños originados por la caza y por los cazadores. Seguro obligatorio y seguridad en las cacerías.
- Perros y rehala. Tránsito de perros por zonas de seguridad y terrenos cinegéticos. Perros de pastores. Caza de montería.
- Delitos y faltas a la Ley de Caza. Infracciones administrativas: Definición, clasificación y sanciones. Competencia y procedimiento sancionador.
- Comisos. Retirada de armas. Destino de la caza viva y muerta.
- Los incendios forestales. Fases del fuego. Actuaciones.
- Normas de seguridad en el manejo de las armas largas rayadas. Su conservación y limpieza. Teoría de tiro.
- Montar y desmontar el arma larga. Tiro de instrucción.

## Armas de fuego y medios de defensa
El servicio del guarda de caza en terrenos cinegéticos se prestará con el arma larga rayada de repetición para guardería y vigilancia, con cartuchería metálica, la licencia de armas necesaria para su utilización será la de Tipo C. Cuando en el servicio a prestar concurran circunstancias extraordinarias que impidan o desaconsejen el uso de armas largas rayadas, podrá solicitarse a la Dirección General de la Guardia Civil autorización para usar revólver calibre 38 especial o escopeta de repetición del calibre 12, con cartuchos de 12 postas.
También, los Guardas Rurales deben poseer una  defensa de goma semirríga de 50 cm y unos grilletes de manilla, además la Dirección General de la Guardia Civil podrá autorizar otros medios defensivos requeridos por motivos relacionados en base a condiciones que lo requieran.